# روبرت برينر
روبرت برينر (بالإنجليزية: Robert Brenner)‏ هو مؤرخ أمريكي، ولد في 28 نوفمبر 1943 في نيويورك في الولايات المتحدة.